# Río Dubysa
El Dubysa con 131 km de longitud, es el 15.º río por longitud de Lituania. Se origina justo unos pocos kilómetros del lago Rėkyva cerca de la ciudad de Šiauliai. Al principio fluye hacia el sur, pero en Lyduvėnai tuerce hacia el sureste y cerca de Ariogala al suroeste. Dubysa es un río samogitiano. Los primeros kilómetros del Dubysa son conocidos también como Genupis o Šventupis.
Dubysa tiene alrededor de 40 afluente, siendo el más largo de ellos el Kražantė por la derecha y Šiaušė, Gryžuva y Gynėvė por la izquierda. Kražantė (86 km) es casi dos veces de largo conforme el superior alcanza el Dubysa antes de la confluencia (47 km). Incluso aunque la cuenca del Kražantė es algo menor, debería ser considerada el río principal. El Dubysa se ve alimentdo principalmente por la lluvia y el deshielo, por lo tanto su audal cambia rápidamente. La profundidad máxima es de alrededor de 4 m.
El valle del Dubysa es uno de los más altos y anchos de Lituania. El valle alcanza 20-40 m de altitud y 300-500 m de anchura. Se formó durante el último período glacial. Cerca de Lyduvėnai hay un puente de ferrocarril que cruza el valle, que es el más alto y largo de Lituania. El puente fue construido por vez primera por los alemanes durante la Primera Guerra Mundial. En 1918 lo reemplazaron por un puente de hierro.

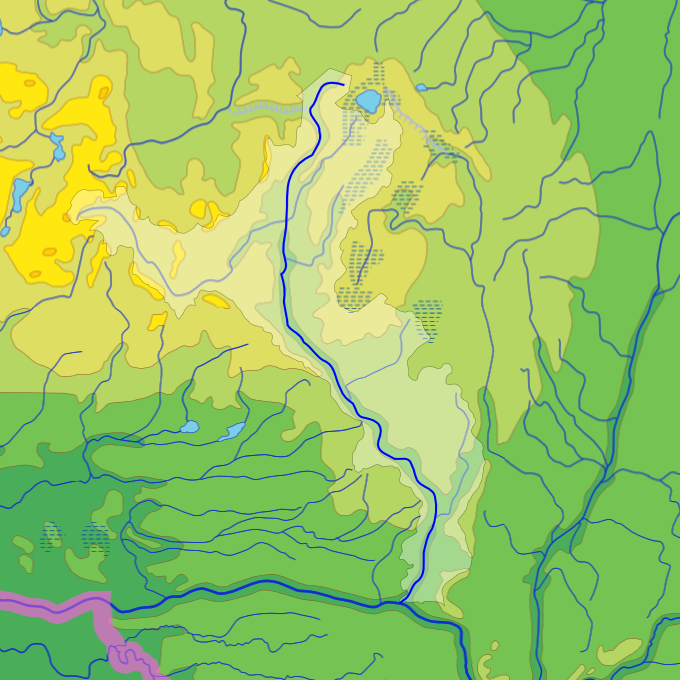

Dubysa está conectado con el río Venta por un canal abandonado que se empexzó en 1825 por las autoridades del Imperio Ruso. El canal tiene 15 km de longitud y se suponía que tendría 20 esclusa. La intención era conectar la cuenca hidrográfica del Nemunas con el mar Báltico a través del puerto de Ventspils. El curso inferior del Nemunas estaba bajo el control prusiano. La obra se vio interrumpida por el levantamiento de 1831. La obra se reanudó solo a principios del siglo XX pero se vio interrumpido de nuevo por la Primera Guerra Mundial. Después de la guerra no se vio que el canal tuviera objetivo alguno pues Lituania había obtenido el control sobre la región de Klaipėda y el curso inferior del Nemunas. El canal tenía su base en el arroyo Kartuva.
La reserva ictiológica del Dubysa se estableció en 1974. Protege zonas de desove de las vimbas y alrededor de otras 25 especies de peces. La reserva protege el Dubysa por debajo de Ariogala corriente abajo hasta su desembocadura (son alrededor de 25 km del río). El Parque Regional Dubysa fue establecido en 1992 para proteger el valle de Dubysa, su paisaje y herencia cultural, incluyendo el lugar de nacimiento del poeta Maironis. El parque también anima al turismo ecológico. Se extiende por los municipios de Kelmė y Raseiniai.